# Tesfaye Gesesse

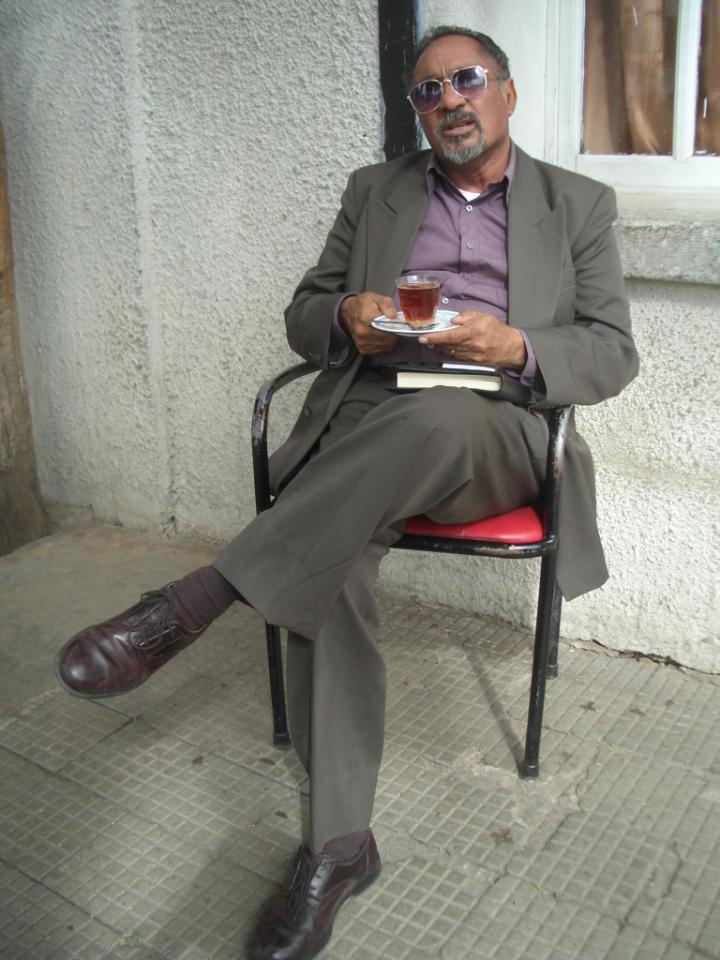
Tesfaye Gesesse (2006)

Tesfaye Gesesse (* 27. September 1937 in Hararghe; † 16. Dezember 2020) war ein äthiopischer Schauspieler, Regisseur, Schriftsteller, Übersetzer und Theaterintendant. Er galt als einer der wichtigsten Vertreter des modernen Theaters in Äthiopien.

## Leben
Seit mehr als 40 Jahren arbeitete er als Schauspieler, Regisseur, Schriftsteller, Übersetzer und Theaterintendant. Tesfaye Gesesse schrieb und inszenierte zahlreiche Stücke, die für die zeitgenössische Kulturlandschaft Äthiopiens von erheblicher Bedeutung waren und sind.
Tesfaye Gesesses Karriere begann in den 1950er Jahren, als er in Addis Abeba seine ersten Stücke inszenierte. Nach einem Theaterstudium in den USA gehörte er zu den Gründungsmitgliedern des Creative Arts Center in Addis Abeba.
1974 wurde er Intendant des Hager-Fikir-Theaters. Nach zwei Jahren wurde er dort entlassen und verhaftet. Der Grund war die Inszenierung seines Stückes „Iqaw“, welches vom damals herrschenden Derg-Regime als anti-Derg und anti-revolutionär angesehen wurde.
1976 wurde Tesfaye Gesesse Intendant des National-Theaters Addis Abeba, anschließend Professor an der Universität Addis Abeba. Er  arbeitete weiterhin als Publizist, Übersetzer und Theater-Regisseur.
Er starb im Dezember 2020 an den Folgen einer COVID-19-Infektion.